# Na nože: Glass Onion
Na nože: Glass Onion (v anglickém originále Glass Onion: A Knives Out Mystery, zkráceně Glass Onion) je americký mysteriózní film z roku 2022 režiséra Riana Johnsona, který k němu také napsal scénář. Jedná se o pokračování filmu Na nože z roku 2019, kde si Daniel Craig zopakoval hlavní roli detektiva Benoita Blanca, který se ujal nového případu točícího se kolem technologického miliardáře a jeho starých přátel. Dále se v hlavních rolích objevili Edward Norton, Janelle Monáe, Kathryn Hahn, Leslie Odom Jr., Jessica Henwick, Madelyn Clineová, Kate Hudsonová a Dave Bautista.
Natáčení filmu probíhalo na řeckém ostrově Spetses mezi červnem a červencem 2021 a pokračovalo v srbském Bělehradě až do září téhož roku. Film měl premiéru na Mezinárodním filmovém festivalu v Torontu (TIFF) dne 10. září 2022, přičemž byl v amerických kinech limitovaně vysílán po dobu jednoho týdne od 23. listopadu 2022. Na streamovací platformě Netflix měl premiéru dne 23. prosince 2022.
Film získal uznání kritiků, kteří vyzdvihovali zejména scénář, režii, herecké výkony obsazení a hudbu. Organizace National Board of Review tento film zařadila na seznam 10 nejlepších filmů roku. Film získal také dvě nominace na Zlatý glóbus a nominaci na Oscara za nejlepší adaptovaný scénář.

## Děj
Během pandemie covidu-19 v květnu 2020 pořádá Miles Bron, spoluzakladatel technologické společnosti Alpha, hru s tajemnou vraždou v Glass Onion, jeho sídle na soukromém ostrově v Řecku. Pozve svou skupinu přátel: vedoucího vědce společnosti Lionela Toussainta, guvernérku Connecticutu Claire Debellu, kontroverzní modelku a později módní návrhářku Birdie Jay, streamera Dukea Cody a svrženou spoluzakladatelku společnosti Cassandru „Andi“ Brand. Těmto pěti přátelům je doručena dřevěná krabice s puzzle, aby mohli rozluštit pozvánku uvnitř; první čtyři hádanku vyřeší, zatímco Andi krabici jednoduše rozbije.
Pětice odcestuje na Milesův ostrov spolu s Peg, asistentkou Birdie, a Dukovou přítelkyní Whiskey. Připojí se k nim slavný detektiv Benoit Blanc, který tvrdí, že ho pozval Miles. Miles však Blancovi osobně řekne, že ho nepozval, dovolí mu však zůstat, za předpokladu, že mu pozvánku poslal jiný host. Před večeří Miles předvádí svou sbírku skleněných soch a také Monu Lisu, kterou má zapůjčenou z Louvru. Miles také odhaluje, že sídlo je poháněno alternativním palivem na vodíkové bázi „Klear“, které jeho společnost brzy uvede na trh, navzdory tomu, že Lionel a Claire vědí, že je to nebezpečné.
Blanc okamžitě vyřeší Milesovu záhadnou vražednou hru a soukromě Milese varuje, že všichni pozvaní mají motivy k jeho zabití. Po hádce se zbytkem skupiny Andi odchází. Duke náhle zemře poté, co se napije z Milesovy sklenice, a skupina v panice podezřívá Andi z pokusu o otrávení Milese. Ihned přivolají policii, ale ta dorazí až ráno. Poté, co skupina zjistí, že Dukeovi chybí jeho pistole, vypadne proud a všichni se rozejdou. Blanc se sejde s Andi, ale neznámý útočník ji zastřelí. Blanc shromáždí skupinu za účelem oznámení, že vyřešil vraždu Andi.
Retrospektivní záběr ukazuje, že Andi ve skutečnosti zemřela o týden dříve, zřejmě sebevraždou; její dvojče Helen najala Blanca, aby vraždu vyšetřil. Andi ve společnosti zastavila vývoj Klear kvůli jejím nebezpečným vlastnostem, takže ji Miles nechal odvolat z funkce generální ředitelky. Andi se soudila, aby znovu získala kontrolu nad společností, nicméně Miles vyhrál, protože všichni z pětice křivě přísahali, když svědčili, že Miles před lety sám na ubrousek načrtl plán Alphy. Ubrousek byla ale dílem Andi, která krátce před svou smrtí poslala skupině e-mailem fotografii ukazující původní ubrousek, který stále má. Helen má podezření, že někdo ze skupiny zabil Andi a ukradne ubrousek, aby ochránila Milese. Vzhledem k tomu, že smrt Andi ještě není veřejně známá, Blanc přesvědčil Helen, aby se na Milesově večírku vydávala za Andi a pomohla mu s vyšetřováním.
Helen pomáhá Blancovi odhalit motivy pětice, aby ochránili Milese –⁠ Lionel a Claire obětovali svou pověst palivu Klear, Birdie potřebuje Milesovu finanční pomoc a Duke doufá, že bude mít vlastní pořad na Alpha News. Každý z nich navštívil domov Andi v den, kdy zemřela. Prohledává pokoje hostů, ale nenachází ubrousek. Když je Helen zastřelena, deník Andi v kapse saka zastaví kulku a Blanc jí řekne, aby prohledala Milesovu kancelář.
Blanc vydedukuje, že obě vraždy spáchal Miles; zabil Andi poté, co se dozvěděl, že má ubrousek, ale byl spatřen Dukem, když opouštěl její dům. Během večírku viděl Duke zprávu o smrti Andi, a když si uvědomil, že viníkem je Miles, pokusil se ho vydírat. Miles pak otrávil Duka ananasovým džusem, na který byl smrtelně alergický, a vzal Dukovi pistoli, kterou zastřelil Helen.
Helen nalezne ubrousek Andi v Milesově kanceláři a odhalí skupině svou identitu. Miles ubrousek spálí, čímž odstraní důkazy, a jeho přátelé proti němu odmítnou svědčit. Blanc říká Helen, že udělal vše, co mohl, a odchází. Ve vzteku Helen zničí Milesovy skleněné sochy; Milesovi přátelé ji sledují a nakonec se k ní připojí. Helen zažehne oheň a hodí do něj úlomek paliva Klear, který jí Blanc předal, což způsobilo explozi nebezpečného materiálu a zničení celého sídla a Mony Lisy. Uvědomí si, že zničení obrazu odhalí, že Klear je nebezpečný a zničí Milese, když se skupina rozhodne proti němu svědčit. Na pláži Helen a Blanc sledují, jak na ostrov přijíždějí policejní čluny.

## Obsazení
- Daniel Craig jako Benoit Blanc, soukromý detektiv[7]
- Edward Norton jako Miles Bron, newyorský miliardář a majitel velké technologické společnosti, které patří vodíkové palivo „Klear“[8]
- Janelle Monáe jako:
  - Cassandra „Andi“ Brandová, bývalá obchodní partnerka Milese[9]
  - Helen Brandová, dvojče Andi a učitelka z Alabamy[10]
- Kathryn Hahn jako Claire Debella, guvernérka Connecticutu kandidující do Senátu Spojených států[11]
- Leslie Odom Jr. jako Lionel Toussaint, vedoucí vědec Milesovy společnosti[12]
- Kate Hudson jako Birdie Jay, politicky nekorektní bývalá supermodelka, později módní návrhářka[13]
- Dave Bautista jako Duke Cody, streamer videoher a aktivista za práva mužů na Twitchi a YouTube[14]
- Jessica Henwick jako Peg, asistentka Birdie[15]
- Madelyn Clineová jako Whisky, Dukeova přítelkyně[16]
- Jackie Hoffman jako Ma, Dukeova matka
- Dallas Roberts jako Devon Debella, manžel Claire[17]
- Noah Segan jako Derol[18]

Dále také Ethan Hawke jako Milesův asistent, Hugh Grant vystupuje jako přítel Blanca Phillip a Joseph Gordon-Levitt, který namluvil hlas Milesových hodin. Ve filmu se také objevilo několik celebrit – Stephen Sondheim, Angela Lansburyová, Natasha Lyonne, Kareem Abdul-Jabbar, Yo-Yo Ma, Jake Tapper a Serena Williamsová. Objevila se zde také podobizna Jareda Leta a Jeremyho Rennera.

## Vývoj
Film Na nože z roku 2019 se stal komerčně úspěšnou produkcí společností MRC a Lionsgate Films. Vydělal přes 311 milionů dolarů při rozpočtu 40 milionů dolarů, což z něj učinilo druhý nejvýdělečnější film roku, který nebyl založen na existujícím materiálu. Před vydáním scenárista a režisér Rian Johnson odhalil možnost pokračování, které se točí kolem hlavní postavy, detektiva Benoita Blanca. Společnost Lionsgate oficiálně schválila pokračování na začátku roku 2020.
V březnu 2021 Netflix nabídl nejvyšší častku v aukci a překonal tak Amazon a Apple, aby získal práva na film a další pokračování Na nože za 469 milionů dolarů. Johnson se vrátil jako režisér a Daniel Craig si zopakoval svou roli Blanca a bylo rozhodnuto o minimu rozpočtu –⁠ 40 milionů dolarů. Johnson, Craig a producent Ram Bergman údajně vydělali více než 100 milionů dolarů za obě produkce. Jeden z prohraných přihazujících to označil za nevysvětlitelný a „ohromující“ obchod.

## Zajímavost
Sbírka skleněných plastik (celkem 60 kusů), která je na konci filmu zničena, byla na objednávku filmového uměleckého designéra Johna Dextera, vyrobena skupinou sklářů, pod vedením Jiřího Pačinka (Pačinek Glass) v Kunraticích u Cvikova .